# Eothenomys olitor
Eothenomys olitor е вид бозайник от семейство Хомякови (Cricetidae).

## Разпространение
Видът е разпространен в Китай (Гуейджоу, Съчуан и Юннан).